# Corriente de Angola
La corriente de Angola es una corriente superficial oceánica temporal. Es una extensión de la corriente de Guinea, que fluye cerca de la costa occidental de África. La dirección de la corriente oceánica es de norte (Latitud 5°N) a sudeste del Atlántico (20° S). La corriente se desarrolla justo debajo de la superficie, a lo largo de la costa de Angola, y forma la parte oriental de un remolino marítimo limitado a la bahía de Guinea, donde la capa superior a 100 m está fuertemente influida por el agua de la contracorriente Ecuatorial y limitada al sur por la corriente de Benguela. 
Las capas más profundas se alimentan en mayor medida con agua norteña del ecuador. Está fuertemente influida por la contracorriente Ecuatorial y en la cara sur, por la corriente de Benguela.

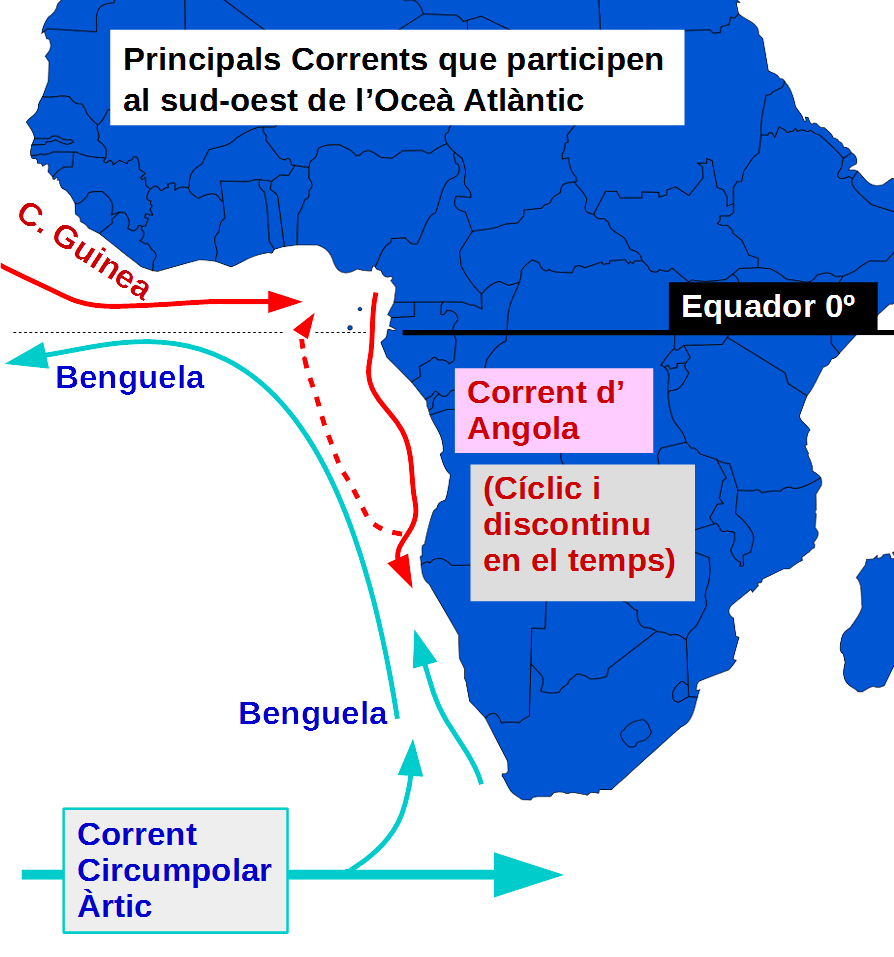
Detalle del recorrido y dimensión de la corriente de Angola.

Se sabe que ha creado efectos similares en la surgencia marítima del Niño, a pesar de que su efecto es más débil.
A aproximadamente 15 ° S, la corriente de Angola que fluye hacia el sur converge con la corriente de Benguela, que fluye hacia el norte para formar el Frente Angola-Benguela.

### La corriente de Angola como parte oriental del Giro oceánico Atlántico Sur
La corriente de Angola, al tener un carácter discontinuo en el tiempo y con un regreso hacia el norte, que quedan muy cerca de la costa africana no tienen participación directa en el Giro oceánico. Este papel pertenece más a las corrientes de Guinea, de Benguela y el Circumpolar Ártico, tal como se puede ver a la figura de este párrafo.